# جسر سي وسه بل

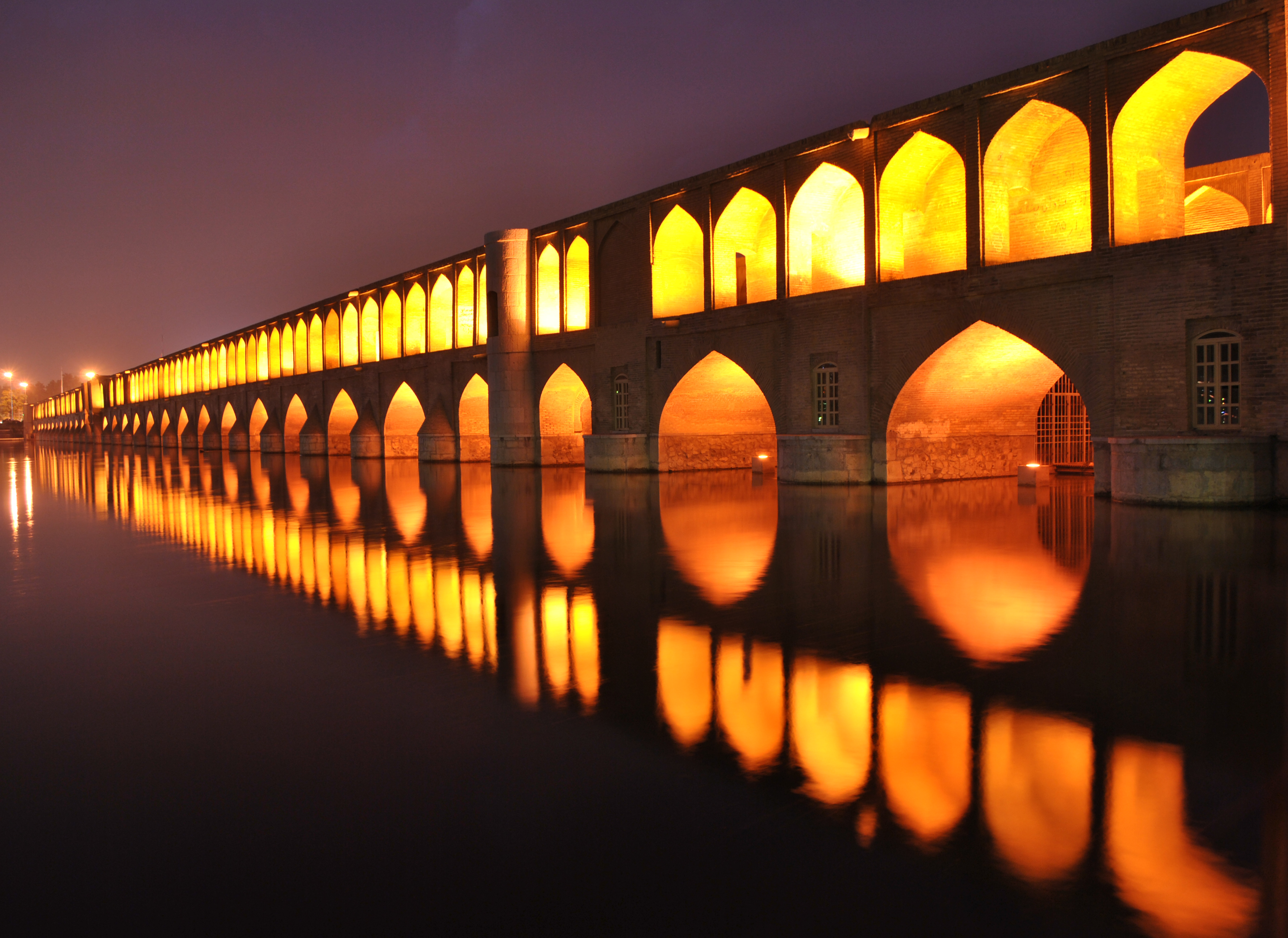
جسر سي وسه بل.

جسر سي وسه بل (بالفارسية: سی‌وسه‌پل) والتي تعني جسر الثلاثة والثلاثين، كما يُعرف كذلك باسم جسر الله وردي خان (بالفارسية: پل الله‌وردی خان)، وقد عُرف قديماً باسم جسر جلفا. هو جسر يقع في أصفهان على نهر زاينده، تم بناؤه في العهد الصفوي وتحديداً في عهد الشاه عباس الأول الصفوي، وقد كُلّف ببنائه قائد الجيش الصفوي الله وردي خان.
يبلغ طول الجسر 295 متراً وعرضه 75/13 متراً، كما أن له رصيفان للتجول أحدهما فوق الجسر والآخر أسفله. الرصيف السفلي مسقوف وقد بني داخل الدعامات الرئيسة للجسر. كان الجسر يحتوي على أربعين ينبوع ماء، غير أنه لم يبتقى منها سوى ثلاثة وثلاثين، وقد تم إغلاق باقي الينابيع.